# Larix griffithii

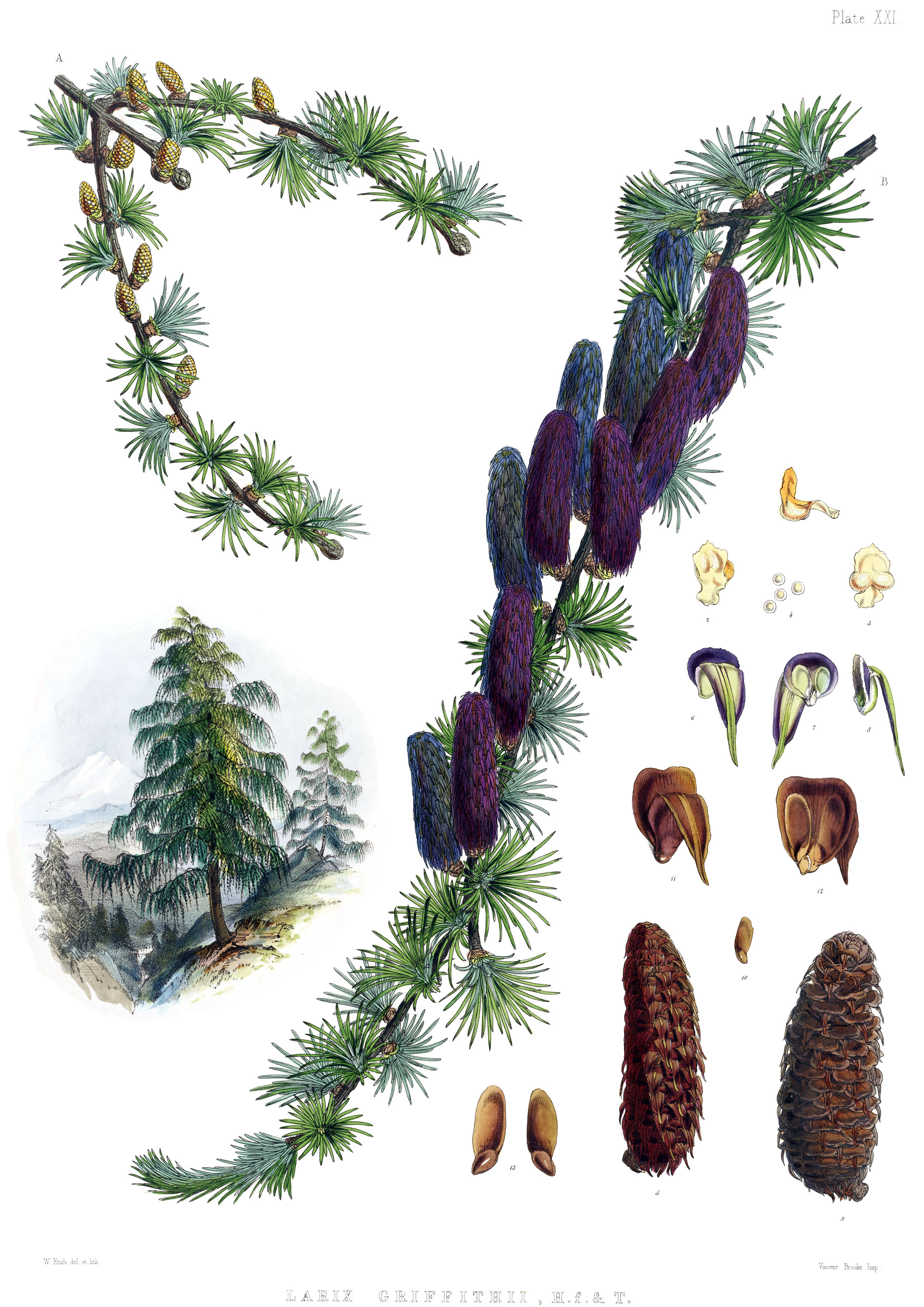
Larix griffithii.

Larix griffithii, el alerce del Himalaya, es una especie de árboles perteneciente a la familia de las pináceas.

## Hábitat
Es una especie de alerce, nativo de la región oriental del Himalaya en el este de Nepal, Sikkim, el oeste de Bután y el suroeste de China (Xizang), creciendo a 3000-4100 m s. n. m. de altitud.

## Descripción
Es un árbol de tamaño mediano caduco de coníferas que alcanza los 20-25 m de altura, con un tronco de hasta 0,8 m de diámetro.  La corona es cónica y delgada; las ramas principales están a nivel y las laterales pendulares de ellas. Los brotes son dimorfos, con un crecimiento de normalmente 10-50 cm de largo. Las hojas son como agujas, de color verde glauco, de 2-4 cm de largo, que a su vez se vuelven  brillantes y de color amarillo a anaranjado antes de su caída en el otoño.
Los conos son erectos, ovoide-cónicos de 4-7,5 cm de largo, con 50-100 escalas de semillas, y cada una con una larga bráctea basal, son de color púrpura oscuro cuando inmaduros, que tornan de color marrón oscuro en la apertura y liberación de las semillas cuando madura, 5-7 meses después de la polinización. Los viejos conos comúnmente permanecen en el árbol durante muchos años.

## Taxonomía
Larix griffithii fue descrito por Joseph Dalton Hooker y publicado en Illustrations of Himalayan Plants , pl. 21. 1855.
Etimología
Larix: nombre genérico que proviene del término latíno larix que significa "alerce, lárice".
griffithii: epíteto otorgado  en honor del botánico inglés William Griffith quien trabajó en la India y países adyacentes recolectando plantas.
Variedades y subespecies
- Larix griffithii var. griffithii
- Larix griffithii subsp. kongboensis (R.R.Mill) Silba
- Larix griffithii var. masteriana (Rehder & Wilson) Silba
- Larix griffithii var. speciosa (W.C.Cheng & Y.W.Law) Farjon[6]

Sinonimia
- Larix griffithiana Carrière
- Pinus griffithiana (Carrière) Voss
- Pinus griffithii (Hook.f.) Parl. (1868), not McClell. (1854).[7]
- Abies griffithiana Lindl. & Gordon
- Larix griffithii subsp. kongboensis (R.R.Mill) Silba
- Larix kongboensis R.R.Mill
- Larix sikkimensis Hook. ex Gordon
- Pinus griffithiana Voss
- Pinus griffithii (Hook.f.) Parl.[8]

var. speciosa (W.C.Cheng & Y.W.Law) Farjon
- Larix griffithiana var. speciosa (W.C.Cheng & Y.W.Law) Silba
- Larix griffithii subsp. speciosa (W.C.Cheng & Y.W.Law) Silba
- Larix speciosa W.C.Cheng & Y.W.Law